# Berberis kawakamii
Berberis kawakamii là một loài thực vật có hoa trong họ Hoàng mộc. Loài này được Hayata mô tả khoa học đầu tiên năm 1911.